# Domenico Buratti
Domenico Buratti (Nole, 21 novembre 1881 – Torino, 24 maggio 1960) è stato un pittore, poeta e illustratore italiano.
Nacque da una modesta famiglia di artigiani falegnami; giovanissimo si trasferì a Torino, dove frequentò l'Accademia Albertina di Belle Arti e, appena quindicenne, si iscrisse ai corsi di Disegno e di Pittura tenuti da Giacomo Grosso e Paolo Gaidano, artisti tra i più autorevoli in quel momento.
Nel 1903 esordì alla Esposizione della Società Promotrice di Belle Arti di Torino destando la curiosità e l'interesse del pubblico e della critica. Nel 1904 espose a Parigi. Nello stesso anno dipinse uno dei suoi quadri più famosi, Ribelli, un'interpretazione personale de Il Quarto Stato di Giuseppe Pellizza da Volpedo, che venne accolto con favore soprattutto per la bellezza tecnica e cromatica; l'opera venne esposta alla Società Promotrice nel 1905.
Domenico Buratti acquistò una certa fama anche con la sua attività di illustratore.
Nel 1910 illustrò con acquerelli e disegni il libro di poesie per ragazzi Il cestello di Angiolo Silvio Novaro, nel 1912 La bottega dello stregone (ed. Fratelli Treves). Molti anni più tardi, nel 1937, illustrò il libro di favole Ruggine di Renzo Pezzani (ed. SEI).
Nel 1913 incontrò la pittrice Vittoria Cocito (1891–1971), che sposò nel 1920 e da cui ebbe tre figlie, Vanna, Chiaretta e Lella. Partito per il fronte come soldato di fanteria, nel 1917, dopo la disfatta di Caporetto, venne catturato e internato a Dolmen, in Vestfalia (Germania). Fuggì con alcuni compagni nel 1918 e riparò nei Paesi Bassi. Riuscì a tornare in Italia solo nel 1919, molto provato, ma riprese subito l'attività. Le sue opere segnarono un ritorno a tematiche legate al suo paese e alle sue tradizioni, alla natura; sono di questo periodo tre dei più bei quadri di Buratti: Il presepe, Il babbo stipettaio e La cuoca, eseguiti tra il 1920 e il 1923.
Nel 1928 rilevò, insieme al fratello Tino, una piccola casa editrice, la Fratelli Ribet (poi chiamata "Fratelli Buratti") che rimase attiva fino al 1932 e che pubblicò opere di giovani scrittori allora sconosciuti, tra i quali Montale, Alvaro, Stuparich, Slataper.
Nel 1930 pubblicò la sua raccolta di poesie Paese e galera, scritte durante la prigionia.
Tra la fine degli anni trenta e gli inizi degli anni quaranta sviluppò un interesse maggiore per il ritratto e il quadro di paesaggio.
La seconda guerra mondiale radunò nuovamente la famiglia Buratti a Nole; la rinnovata energia dell'artista si riversò quasi interamente nell'opera poetica; nel 1945 uscì una seconda raccolta di poesia, Canzoni di strada, scritta tra il 1904 e il 1930.
Dell'ultimo periodo restano soprattutto nature morte e alcuni notevoli autoritratti. Tra il 1945 e il 1948 fu tra i fondatori della Libera Accademia di Belle Arti.
Morì a Torino il 24 maggio 1960 e venne sepolto a Nole.